# Morris O'Brian
Morris O'Brian er en fiktiv person fra tv-serien 24 Timer. Han spilles af skuespilleren Carlo Rota og er Chloe O'Brians eksmand.

## Biografi
Morris introduceres sent i Sæson 5 da Chloe, hans ekskone, ringer til ham for at bede om hans hjælp til at genoprette en lydoptagelse som implicerer præsident Logan i konspirationen bag Sentox gasangrebet. Da Morris ankommer til CTU afslører Chloe at hun faktisk ringede til at for at få ham til at hjælpe hende og Jack Bauer med at dække over deres handlinger ved at forstyrre kommunikationen i CTU. Efter dette bliver Morris sendt af sted for at aflevere det nødvendige værktøj til Jack, for at få optaget en video af Logans tilståelse. Senere, da Chloe tager hjem efter en svær dag, følger Morris med for at tale med hende.
Meget lidt er blevet afsløret om Morris, men alt tyder på at han og Chloe havde problemer på grund af deres arbejde og Morris' opførsel, hvor han er meget galant overfor damer. Morris taler med engelsk accent.
Det er blevet bekræftet at Morris vender tilbage i Sæson 6; det er dog stadig usikkert om der vil blive afsløret mere om hans forhold til Chloe.
| 24 Timer | Spire Denne artikel om tv-serien 24 Timer er en spire som bør udbygges. Du er velkommen til at hjælpe Wikipedia ved at udvide den. |